# Mordellistena testacea
Mordellistena testacea là một loài bọ cánh cứng trong họ Mordellidae. Loài này được Blatchley miêu tả khoa học năm 1910.